# Jacob Le Maire

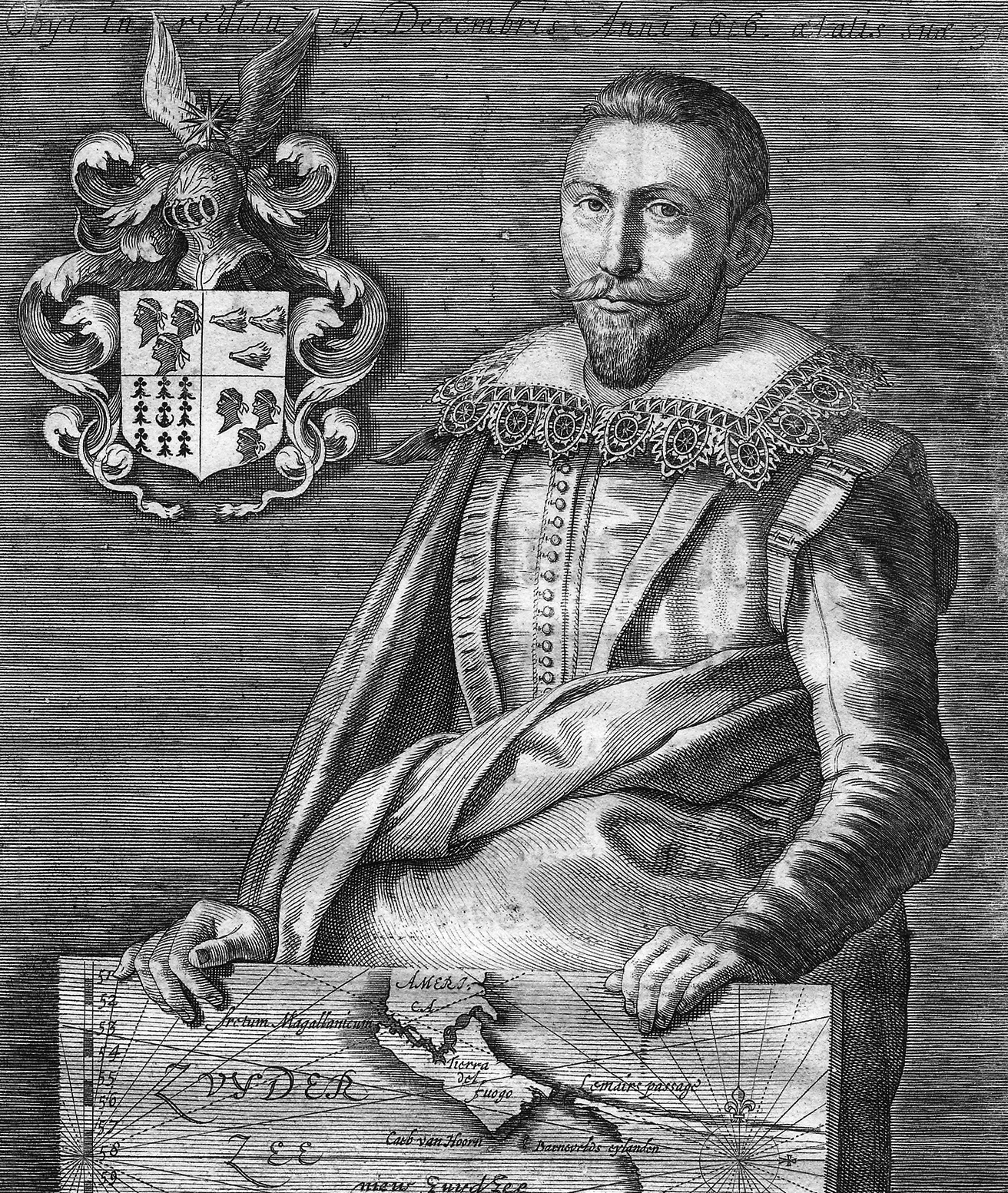
Jacob Le Maire

Jacob Le Maire (ur. ok. 1585 w Antwerpii, zm. 22 grudnia 1616 na morzu) – holenderski żeglarz i kupiec. Podczas wyprawy w latach 1615–1616 wraz z Willemem Schoutenem odkrył cieśninę pomiędzy Ziemią Ognistą a Wyspą Stanów, noszącą obecnie na jego cześć nazwę Cieśniny Le Maire’a. Jako pierwszy opłynął przylądek Horn (również z Schoutenem), dowodząc tym samym, że Ziemia Ognista nie jest kontynentem (poszukiwaną Terra Australis).
Le Maire był jednym z dwadzieściorga dwojga dzieci Marii van Walraven i Isaaca Le Maire’a (1558–1624), dobrze prosperującego antwerpskiego kupca. Isaac wraz z rodziną uszedł z Antwerpii po oblężeniu miasta przez Hiszpanów w 1585 i osiedlił się w Amsterdamie; tego samego prawdopodobnie roku urodził się Jacob. Isaac odnosił w Amsterdamie spore sukcesy w interesach i stał się jednym z założycieli Holenderskiej Kompanii Wschodnioindyjskiej. Jednakże w 1605 roku, wskutek sporu, został zmuszony do opuszczenia szeregów kompanii i przez kolejne dziesięć lat starał się przełamać jej monopol w handlu z Indiami Wschodnimi.
W roku 1615 Isaac miał już założoną nową kompanię (Kompanię Australijską), której celem było odkrycie nowego szlaku na Pacyfik i Wyspy Korzenne, aby w ten sposób obejść ograniczenia Holenderskiej Kompanii Wschodnioindyjskiej. Wyposażył dwa statki, Eendracht i Hoorn, i ustanowił swego syna Jacoba dowódcą wyprawy. Kapitanem Eendrachta był doświadczony żeglarz Willem Schouten.
14 czerwca 1615 Jacob le Maire i Willem Schouten wypłynęli z Texel w Zjednoczonych Prowincjach. 29 stycznia 1616 okrążyli przylądek Horn, nazwany tak przez nich od statku Hoorn (który wcześniej utracili w pożarze); holenderskie miasto Hoorn było również miejscem urodzenia Schoutena. Po nieudanej próbie zakotwiczenia na Wyspach Juan Fernández na początku marca wyprawa przecięła Pacyfik mniej więcej w linii prostej, po drodze zawijając na kilka wysp z archipelagu Tuamotu. Między 21 a 24 kwietnia 1616 jako pierwsi ludzie Zachodu dotarli do (północnych) Wysp Tonga: „Wyspy Kokosowej” (Tafahi), „Wyspy Zdrajców” (Niuatoputapu) oraz „Wyspy Dobrej Nadziei” (Niuafoʻou). 28 kwietnia odkryli Wyspy Hoorn (Futunę i Alofi), gdzie zostali bardzo dobrze przyjęci przez tubylców i gdzie pozostali aż do 12 maja. Następnie wyruszyli wzdłuż północnych wybrzeży Nowej Irlandii oraz Nowej Gwinei, odwiedzając przyległe wysepki, łącznie z archipelagiem znanym obecnie pod nazwą Wysp Schoutena, gdzie zawinęli 24 czerwca.
W sierpniu dotarli do Moluków Północnych i na koniec – 12 września 1616 – do Ternate, głównej siedziby Holenderskiej Kompanii Wschodnioindyjskiej. Zostali tam entuzjastycznie powitani przez Gubernatora Generalnego Holenderskich Indii Wschodnich Laurensa Reaela, admirała Stevena Verhagena oraz gubernatora Ambon, Jaspera Jansza.

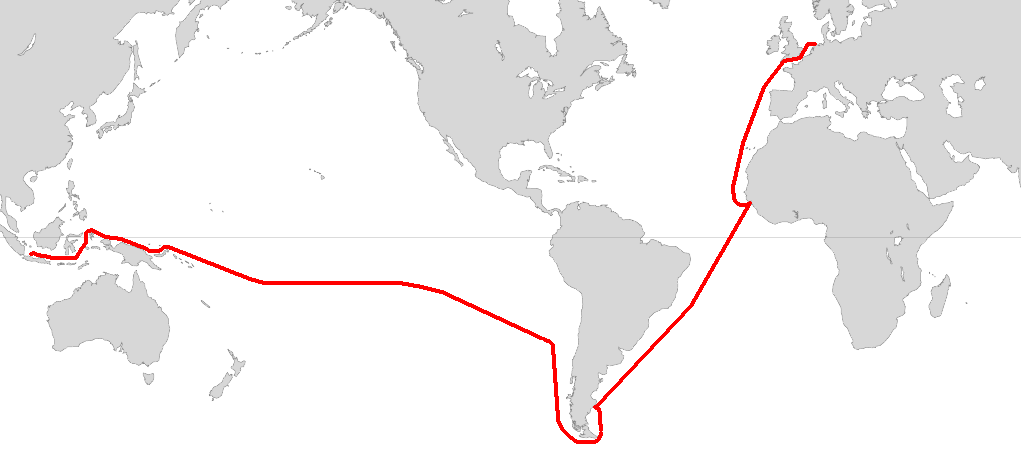
Trasa wyprawy Le Maire’a i Schoutena wokół Przylądka Horn do Indii Wschodnich

Eendracht pożeglował następnie na Jawę, docierając 28 października do Dżakarty wraz z aż osiemdziesięcioma czterema członkami z pierwotnego 87-osobowego składu załogi obu statków. Chociaż wyprawa Le Maire’a i Schoutena przetarła nowy, nieznany szlak, nie dowierzano im, a Jan Pietersz Coen z Kompanii Wschodnioindyjskiej uznał, iż pogwałcili jej monopol na handel z Wyspami Korzennymi. Le Maire’a oraz Schoutena aresztowano, a Eendracht uległ konfiskacie. Po uwolnieniu obaj mieli powrócić z Dżakarty do Amsterdamu w towarzystwie Jorisa van Spilbergena, który sam był w trakcie okrążania globu, choć tradycyjnym szlakiem – przez Cieśninę Magellana.
Podczas podróży powrotnej Le Maire dowodził jako kapitan statkiem Amsterdam, zmarł jednak na morzu w wieku 31 lat. Van Spilbergen, sam na łożu śmierci, zamieścił sprawozdanie Le Maire’a z wyprawy w swym własnym książkowym opisie Indii Wschodnich i Zachodnich.
Isaac Le Maire zakwestionował konfiskatę Eendrachta i wniosek Kompanii Wschodnioindyjskiej, ale dopiero w roku 1622 udało mu się uzyskać przychylny wyrok sądowy. Otrzymał 64 tysiące funtów odszkodowania, odzyskał dzienniki syna (które następnie też opublikował), a jego kompanii zezwolono na handel z wykorzystaniem nowo odkrytego szlaku.